# Абовская верфь
Абовская верфь — судостроительная верфь в Або (ныне Турку, Финляндия), на которой в XVIII—XIX веках строились корабли для Российского императорского флота.
Верфь располагалась на западном берегу реки Аура, под замком Турку, и имела мастерскую в Пикисаари.

## История
В 1713 году в ходе Великой Северной войны Пётр I начал военные действия в Финляндии, и 28 августа русские войска под начальством Петра I и генерал-адмирала графа Фёдора Апраксина заняли столицу Финляндии Або (после 1917 года — Турку). Русские войска оставались в городе вплоть до окончания войны в 1721 году и подписания Ништадского мира. В 1714 году в Або русские мастера стали строить малые суда гребного флота.
Осенью 1719 года в Або был послан галерный мастер Ю. А. Русинов для постройки 11 конных галер типа «Ворона». Им были построены галеры «Ворона», «Кончик», «Ларузет», «Мушула», «Пасарим», «Пица», «Пустельга», «Реполов», «Сойка», «Судак», «Утка», которые предназначались для перевозки лошадей. До 1721 года было построено 20 шхерботов, 3 пакет-бота, около 90 островских лодок.
В 1741 году в городе, на тот момент шведском, была заложена новая верфь.
Во время русско-шведской войны, начатой Швецией в 1741 году, русские войска под начальством графа Якова Брюса 8 сентября 1742 года заняли Або. В 1743 году в Або был направлен галерный мастер А. И. Алатчанинов для строительства партии из шести 16-баночных галер, среди которых были построенные по проекту галерного мастера Ю. А. Русинова конные галеры «Мир» и «Финляндия».
В 1838 году было построено судно под именем «Сумпа», после переоборудования в яхту в 1848 году оно получило название «Затея». В 1843 году спущен на воду бот «Ящерица». В том же году кораблестроитель Юргенсон построил 4-пушечную шхуну «Опыт», в 1847 году — шхуны «Змея» и «Тарантул», в 1849 году — шхуны «Комар» и «Муха». В 1847 году были построены боты «Муравей» и «Скорпион».
В 1852 году в Або был построен 4-пушечный пароходофрегат «Рюрик» водоизмещением 1507 тонн с паровой машиной мощностью 300 номинальных л. с..
В феврале 1853 года в Або была заложена первая парусно-гребная 2-пушечная канонерская лодка конструкции контр-адмирала И. И. фон Шанца, спущена на воду 17 мая того же года. Всего за 70 дней было построено 40 канонерских лодок этого типа на верфях в Або, Бьернеборге и Гельсингфорсе. В 1855 году, в ходе Восточной войны, 12 лодок системы Шанца были затоплены в Або по приказу финляндского генерал-губернатора Берга из-за опасения, что они достанутся неприятелю. После войны лодки были подняты и проданы гельсингфорскому купцу Чечулину, который 10 из них переделал в двух и трёхмачтовые шхуны, а две — в колёсные пароходы.
22 июля 1854 года фон Шанс по собственному проекту заложил паровую канонерскую лодку «Стерлядь», лодка была спущена на воду 13 сентября 1854 года . Она послужила прототипом для 75 винтовых канонерских лодок капитана 2 ранга И. А. Шестакова, построенных в годы Восточной войны.
10 июля 1856 года кораблестроитель Юргенсон начал строительство 15-пушечного винтового корвета с парусным вооружением «Калевала», 20 июня 1858 года спустил его на воду.
В 1860 году на Абовской верфи была спущена на воду яхта «Забава», построенная кораблестроителем Н. А. Арцеуловым по заказу генерал-адмирала Великого князя Константина Николаевича для его племянника Алексея.
В 1869 году заложен и 21 октября 1870 года спущен на воду 3-пушечный колёсный пароходофрегат «Рюрик» (строитель Ф. Т. Епифанов). Паровая машина была снята со старого пароходофрегата «Рюрик» и установлена на новый корабль после исправления в 1870 году. 2 апреля 1870 года была спущена на воду парусно-винтовая шхуна «Самоед». Шхуна имела паровую машину мощностью 35 индикаторных л. с. и один гребной винт.
В 1878 году были спущены на воду канонерские лодки «Бобр» и «Сивуч», миноноски «Петух», «Сельдь», «Сардинка» и «Сиг». В мае 1879 года в Або на верфи «В. Крейтон и К°» кораблестроителем Н. Е. Титовым были заложены две паровые канонерские лодки береговой обороны «Град» и «Снег» с машинами мощностью 300/479 индикаторных л. с., в 1881 были построены канонерские лодки «Бобр» и «Сивуч».
По инициативе И. А. Шестакова верфь Крейтона в Або была избрана в качестве отечественного производителя миноносцев, чтобы решить проблему разнотипности кораблей этого класса в русском флоте. В 1887 году Морское министерство Российской империи выдало заказ на разработку проекта отечественного миноносца верфи Крейтона и Невскому заводу. В 1888 году предпочтение было отдано проекту Крейтона. Контракт на строительство двух миноносцев был подписан 18 октября 1888 года. Наблюдающим за постройкой назначили корабельного инженера Э. Р. де Грофе. В этом же году в Або были заложены миноносцы «Нарген» и «Гогланд», спущены на воду в ноябре-декабре 1889 года.
В 1891 году в Або были спущены на воду миноносцы «Котка» и «Даго», в 1894 году — миноносцы «Пакерорт» и «Паланген».
5 июля 1895 года на верфи «В. Крейтон и К°» в Або заложен минный крейсер «Абрек». За постройкой наблюдал корабельный инженер Н. Н. Пущин. Крейсер был спущен на воду 11 мая 1896 года.
В 1903 году в Або были построены миноносцы № 222 и № 223, в 1915 году минные заградители «Дуло», «Ствол», «Тумба», «Цапфа»; в 1915—1917 годах спущены на воду гидрографические суда «Восток», «Юг», «Север», «Запад», «Харитон Лаптев», «Картушка», «Полярный».